# دان هنت
دان هنت (بالإنجليزية: Dan Hunt)‏ هو لاعب دوري الرغبي أسترالي، ولد في 8 سبتمبر 1986 في سيدني في أستراليا.